# Trachylepis hildae
Trachylepis hildae este o specie de șopârle din genul Trachylepis, familia Scincidae, descrisă de Loveridge 1953. Conform Catalogue of Life specia Trachylepis hildae nu are subspecii cunoscute.